# Highworth
Highworth – miasto w Wielkiej Brytanii, w Anglii, w hrabstwie Wiltshire. W 2001 roku miasto to zamieszkiwało 7 996 osób.